# サトセナガアナバチ
サトセナガアナバチ Ampulex dissector (Thunberg, 1822) は、膜翅目ハチ亜目（細腰亜目）ミツバチ上科セナガアナバチ科セナガアナバチ属に分類されるハチの一種。
日本では本州以南に分布するハチで、主に家屋性ゴキブリの若虫（幼虫）を狩り、自身の幼虫の餌にするカリバチである。ゴキブリ類の天敵であり、また衛生害虫であるゴキブリを狩ることから、益虫とみなされている。
過去にはアカアシセナガアナバチ、もしくは単にセナガアナバチ（背長穴蜂）の和名で呼称されていたが、1999年（平成11年）に「サトセナガアナバチ」と改称され、それ以降は「サトセナガアナバチ」が標準和名とされている。

## 名称
前胸部が前方に長く伸びる点が特徴で、その点から「セナガアナバチ」と命名された。セナガアナバチは漢字で「背長穴蜂」と表記される。
学名の属名 Ampulex の語源は不詳だが、「砂」を意味する ammos と 
「蚤」を意味する pulex であろうという推察がある。また種小名 dissector は近代ラテン語で「分解者」を意味する。

## 分布
日本では本州・四国・九州および対馬・種子島・屋久島に分布する。日本国外では朝鮮半島・台湾・中国・インド・スリランカ・東南アジアに分布する。
古くは沖縄ないし琉球を分布域として含んだ文献もあったが、1980年代以降は島名などの具体的な記録や、確実な採集例がないことから、沖縄への分布を疑問視する指摘が複数なされたため、1980年代後半以降の文献では分布地から「沖縄」が削除されることが多い。須田 (2011) も自身の調査結果から、本種は沖縄（中琉球から南琉球）には分布していないだろうと結論づけている。

### 日本国内における分布
本来は日本には生息していなかったが、寄主のゴキブリとともに何らかの形で日本国内へ侵入した外来種と考えられている。侵入経路については「熱帯地方・台湾由来」「朝鮮半島由来」の2説が提唱されているが、前述のように本種は琉球諸島では確認されていないため、台湾から琉球諸島経由で侵入した可能性については否定的な見解がある。1936年の報告では、産地は大阪・下関・天草・対馬・台湾とされていたため、須田 (2011) は中国・朝鮮半島から対馬・天草諸島（九州）を経由して本州に侵入したという仮説を提唱している。また侵入の経緯については、南蛮船で熱帯地方から日本にやってきたとする説、最終氷期に朝鮮半島 - 九州間に形成された陸橋を伝って日本列島に侵入したとする説が提唱されている。
1940 - 1950年代の文献では大阪ないし京都が北限とされ、1960年代以降（2011年時点）では主に中部地方以西（ないし中部地方以南）とされていた。しかし関東地方の神奈川県でも1960年代から記録が相次ぎ、2010年には東京都でも新たに採集された。2020年には埼玉県さいたま市緑区で初めて生息が確認され、翌2021年には同市中央区および北区でも採集されていることから、同市内には既に広く生息している可能性が指摘されている。
吉川公雄・飯田吉之助 (1956) は、本種の分布が東に広がりつつあることは、本種にとって主要な狩りの獲物となるクロゴキブリが同様に東へ分布を拡大しつつあるためと推察していた。

## 特徴
体長14 - 18 mmで、体は金属光沢を伴う緑青色であり、特に腹部は光沢が強い。「セナガ」の種名の通り、前胸がくびれて長くなっている独特の形態をしている。
後脚腿節は先端部を除き赤褐色で、前胸背板中央には明瞭な縦溝があるほか、前翅の亜縁室は2室である。腹端はオスでは丸みを帯びるが、メスでは細く尖っている。同じ環境に生息するルリジガバチ Chalybion japonicum と体色がよく似ているが、本種はルリジガバチよりやや小型である。
同属のミツバセナガアナバチ A. tridentata Tsuneki, 1982 は琉球列島（奄美大島・石垣島・西表島）および中国から記録されている。ミツバセナガアナバチは体長13 - 20 mmで、体色は金属光沢を伴う青藍色となり、本種とは「脚は全体黒色で、腿節が暗色・脛節は青藍色である点」「前胸背板中央の縦溝が痕跡的である点」「前翅の亜縁室が3室からなる点」で区別できる。また本種は主に家屋性ゴキブリを狩る一方、ミツバセナガアナバチは森林性のゴキブリを狩ると考えられている。また、台湾には同科に属するアオセナガアナバチ Trirhogma cnerulea Westwood が生息している。

## 生態
人工飼育下における本種の生態は同属のエメラルドゴキブリバチ A. compressa と類似している。
生息環境は寄主のゴキブリが生息していることが絶対条件だが、人の往来がほとんどない静かな場所（公園の巨木・農家の物置・廃屋など）に多い。神奈川県・東京都では、イチョウ・サクラ・ウメ・ケヤキなどの大きな老木（幹の樹皮に裂け目があったり、樹洞や腐朽部があったりする生木および立枯木）で確認されているが、このような老木はゴキブリの隠れ家になっていることも多い。
成虫は5月中旬 - 10月中旬にかけて活動する。吉川公雄 (1957) によれば成虫は年3化性で、須田 (2011) によれば、関東地方では（オスが5 - 6月と9月に確認されていることから）初夏と盛夏に発生する2化性と考えられている。前者の文献によれば、まず前年に産まれ、蛹で越冬した個体が6月ごろに羽化すると、彼らの子供（2世代目）が7月末から8月ごろにかけて羽化し、直ちに繁殖を開始する。3世代目は9月の中下旬に羽化して繁殖を行うが、この時に産まれた4世代目の個体は蛹で越冬する（後述）。雌雄とも気温が高い時間帯に活発に活動する。
成虫は、大顎でクサギ・クロガネモチの樹幹を傷つけ、滲み出る樹液を吸ったり、その途中でアリが接近すると大顎で威嚇したり、追い掛け回したりする事例が観察されている。またカイガラムシ・アブラムシの分泌物や、アブラゼミ・ニイニイゼミが口吻を突き刺して吸汁した穴から滲み出る樹液を吸う事例、熟したモモやブドウの果汁を舐める事例も報告されている。人工飼育下では蜂蜜も食べる。
オスはメスの背面に乗って交尾する。

### 繁殖
セナガアナバチ類はアナバチ上科に属するハチの中で最も原始的な部類であることが認められている。これはセナガアナバチ類の体の構造そのものに加え、彼らの獲物となるゴキブリ類もまた非常に古い種の昆虫であり、その中でも大型な部類に入るためである。
本種は特別な巣は造らず、物の隙間などに獲物を引き込んで産卵する。巣穴として用いる場所は、古い木造住宅の土壁と木の隙間などで、台所の棚の隅・戸棚の食器、箸箱、巻いた紙筒などを用いる場合もある。
本種のメス成虫が狩る幼虫の餌は、主に家屋性ゴキブリ（クロゴキブリ・ワモンゴキブリ・コワモンゴキブリなど）の若虫（幼虫）である。クロゴキブリの場合は成虫や老熟幼虫は襲わず、中齢幼虫（6 - 8齢）のみを狩ることがわかっている。獲物の大きさは平均体長16.5 - 20.1 mm、前胸幅6.5 - 7.1 mmである。

#### 狩り
メス成虫は樹皮の1つ1つの窪みを丁寧に調べながらパトロールを繰り返すが、この行動は獲物となるゴキブリや、巣（ゴキブリの格納場所）を事前に探すことが目的である。またメスは素早く動けるよう、樹幹の日向で静止して太陽光を浴びることで体温を上昇させ、樹皮の裂け目などに潜んでいるゴキブリを捕まえようとしているとする観察記録もある。メスは獲物となるゴキブリを見つけると、獲物の胸部・腹部の背板を咥えて斜め後ろから腹部を曲げ、前方に伸ばして後脚・中脚の間から腹端を挿入し、刺針（毒針）で（3 - 20秒ほど）獲物の胸部を刺す。さらに前脚基節の付け根を後方から刺し、獲物を弱らせ抵抗できなくする。そして頸部下面を60 - 80秒ほど刺し、その後は触角基部を咥えて再び頸部下面を刺すほか、相手が抵抗する場合はその度に頸部下面を刺すが、巣を探し始めてからはそれ以上獲物を刺すことはない。ゴキブリが小さい場合には腹部末端の尾節の辺りを噛み、胸部関節を刺す場合もある。
その後、獲物の一方の触角を咥え上げ、5 mm程度のところで引きちぎり、その傷口から滲み出る体液を何回か吸収してから、もう一方の触角を同様に切断する。すると獲物から離れるが、あまり遠くまでは行かない。巣を発見するまでの間に、獲物を簡単な暗所（隙間・石の下など）に運び込む場合もあるほか、目的地を決めないまま少しずつ運んだり、狩猟した位置に放置したまますぐ巣を探す場合もある。巣として適当な場所を発見すると、獲物の触角基部を咥えて後ろ向きに牽引し、2、3回の休憩を挟んで巣まで獲物を運ぶ。
獲物を運び終わると後ろ向きに巣へ侵入し、45 - 80秒かけて獲物の中脚基節（基節付け根の膜質部の上かその近く）に産卵する。卵は全長が平均2.0 - 2.9 mmで、直径は平均0.9 mmである。産卵箇所は、ゴキブリが歩行して脚を動かしても潰されたり、振り落とされたりしない場所で、ゴキブリから見て横向きに、卵の頭端を側方に正中線側に向けて産み付ける。産卵箇所が左右どちらになるかは、攻撃時に麻痺させた側に関係すると思われる。メス成虫は産卵後に巣から出ると、獲物の後脚跗節を噛み上げるか、腹端に大顎を当てて巣の奥へ押しやり、再び巣に入って大顎で巣の近くにあるもの（木片・砂粒など）運んで入口まで詰め、時々翅で表面を均して硬くする。狩猟開始 - 封鎖作業終了までは短ければ1時間で終了するが、麻痺させた獲物を翌日巣に運び込んで産卵する場合もある。
狩猟・産卵は1日1回とは限らず、加茂 (1957) は1日で同一のメス成虫が2、3回産卵した事例を報告している。また通常は獲物1頭に対して1個のみ産卵するが、稀に2個目の卵を背面側に産み付ける場合もある。メス成虫により麻痺させられ卵を産み付けられたゴキブリは、刺激に反応したり、ひっくり返すと起き上がったりするほか、摂食行動はできるが、自ら歩行することはできない（いわゆる「不完全永久麻痺」の状態）。このため、自ら間隙から這い出すことはできないとされる。吉川公雄 (1958) によれば、たとえ産み付けられた卵が孵化しなくても麻痺させられたゴキブリは完全な行動はできず、やがて死亡すると報告されている。一方、麻痺から回復したクロゴキブリ幼虫が羽化したと思われる事例も報告されている。
吉川 (1958) の飼育実験により、本種は未交尾のメスのみによる処女生殖も可能であるが、処女生殖によって生まれた卵の孵化率は低いこと、また処女生殖によって産まれた個体はすべてオスになることが報告されている。

#### 幼虫の成長
卵は産卵されてから3 - 5日、もしくは40時間で孵化し、全発育期は約36日である。夏季なら産卵から約1日で孵化するとする文献もある。
孵化後、幼虫は約1週間で4齢幼虫まで成長する。成長幼虫は孵化してから4 - 5日間は産卵場所となった基節基部の膜質部からゴキブリの体液を吸収する。その後、その膜質部を食い破って体の一部分をゴキブリの体内に挿入し、外骨格だけになるまで食べ尽くしてから頭部を外に出す。そして外骨格をわずかに食べると、1日間かけて糸を引いて繭を作り、蛹化する。蛹化から羽化までの期間、および繭を作り始めてから成虫が羽化・脱出するまでの期間は、いずれも約1か月である。秋遅くに蛹化した個体はそのまま蛹で越冬し、翌年6月ごろに羽化して繁殖する。
羽化した新成虫が成熟するまでの期間は15日以上と推測される。

## 人間との関わり
本種が狩りの対象とする家住性ゴキブリは衛生害虫として知られる種であるため、本種は益虫とみなされている。しかし獲物が若虫に限定されることから、天敵としての利用価値は低いと考えられている。
一方、本種は人間にとっても有毒である。しかし、本種と近縁なジガバチ類の毒はさほど強いものではない。
第二次世界大戦以前は、台湾以南の熱帯地方ではごく普通に家の中で見られた昆虫であった。岩田久二雄 (1974) によれば、太平洋戦争後は京都市内で普通種だった。

### 種の保全状況評価
本種は以下の県でレッドリストの指定を受けている。
- 準絶滅危惧 - 福岡県[59]
- 情報不足 - 山口県[注 20][60]

本種は鉄筋家屋などの密閉された家屋には適応できない。山口県宇部市ではかつて、木製の電柱や人家の板壁などを徘徊する本種がよく見られたが、2000年代前半ごろにはほとんど見かけられなくなっていた。減少の要因としては、新建材による住宅建築様式の変化や、電柱のコンクリート化、また衛生状態の改善により、餌となるゴキブリが減少したことなどが考えられている。また、伊丹市昆虫館（兵庫県伊丹市）の研究報告 (2018) でも「1950年代前半までは家屋内（特に台所）で普通に見られる身近なハチだったが、住宅構造の変化により見られなくなった」とされる。神戸大学農学部大学院生・浜西洋の研究によれば、兵庫県の神戸・阪神地方（神戸市東灘区御影地区・西宮市など）では阪神・淡路大震災発生前に国道43号沿線の木造家屋・神社で本種の巣が数十か所確認されていたが、震災後に現地調査を行ったところ、巣があった建物はすべて崩壊していたこと、そして再建家屋は本種が適応できない鉄筋家屋が多いと見られていたことから、浜西は同地方で本種が全滅した可能性を危惧していた。
一方で岩田 (1974) は、本種は主に大都市で生息している種であると述べている。また須田博久 (1999) は1998年7月29日、それまで過疎地を中心に探しても見つけられなかった本種を新大阪駅南口広場で偶然目撃したという自身の経験から、郊外より市街地の方がゴキブリが増えて生息しやすくなった可能性を指摘している。